# Ольховатка (Чутовский район)
Ольхова́тка (укр. Вільхуватка) — село, Ольховатский сельский совет, Чутовский район, Полтавская область, Украина.
Код КОАТУУ — 5325482701. Население по переписи 2001 года составляло 654 человека.
Является административным центром Ольховатского сельского совета, в который, кроме того, входят сёла Левенцовка и Червоная Поляна.

## Географическое положение
Село Ольховатка находится на берегу реки Орчик, выше по течению на расстоянии в 2 км расположено село Гряково, ниже по течению на расстоянии в 2,5 км расположено село Белуховка (Карловский район).

## Экономика
- Молочно-товарная ферма.
- ЧП «Дружба».

## Объекты социальной сферы
- Школа І—ІІ ст.

## Достопримечательности
- Памятник Т-34-85.